# Охманюк Віталій Федорович
Віталій Федорович Охманюк (нар. 25 вересня 1978, Любомль, Українська РСР) — заслужений діяч мистецтв України, кандидат мистецтвознавства, професор, декан факультету культури і мистецтв ВНУ імені Лесі Українки (2019), професор кафедри музично-практичної та виконавської підготовки, фахівець у галузі мистецтвознавства. Член Галузевої експертної ради Національного агентства із забезпечення якості вищої освіти Галузі знань 02 «Культура і мистецтво» (2019). Лауреат міжнародних та всеукраїнських конкурсів.

## Життєпис
- У 1993 році закінчив Любомльську загальноосвітню середню школу. В 1997 р. закінчив Луцьке державне музичне училище;
- У 1997-2002 рр. навчався у Волинському Державному університеті імені Лесі Українки (нині Волинський національний університет імені Лесі Українки) інституту мистецтв, спеціальність «Музична педагогіка та виховання»;
- З 28 серпня 2005 р. — 1 червня 2012 р. — асистент кафедри дизайну Луцького Державного технічного університету;
- Протягом 2003–2006 р. очно навчався в аспірантурі за спеціальністю 26.00.01. — теорія та історія культури. У 2013 захистив кандидатську дисертацію у спеціалізованій вченій раді Київського національного університету культури і мистецтв на тему «Етнічна музика Черкаської Звенигородщини (ритмоструктурний, парадигматичний та семіологічний аспекти)» та отримав науковий ступінь кандидата мистецтвознавства.
- З 2010 року по 2018 рік — заступник декана з виховної роботи та інноваційно грантової і міжнародної співпраці факультету культури і мистецтв ВНУ імені Лесі Українки.
- З липня 2018 року виконувач обов'язків декана факультету культури і мистецтв ВНУ імені Лесі Українки.
- З вересня 2019 року декан факультету культури і мистецтв ВНУ імені Лесі Українки;
- 5 березня 2019 р. рішенням Атестаційної колегії присвоєно вчене звання доцента кафедри музично-практичної підготовки;
- Указом Президента України від 21 серпня 2020 року за активну концертну діяльність в Україні та за кордоном присвоєно почесне звання «Заслужений діяч мистецтв України»;
- 15 квітня 2021 р. рішенням Атестаційної колегії присвоєно вчене звання професора кафедри музично-практичної підготовки.

## Практична і професійний діяльність
- У період навчання та роботи у Волинському національному університеті імені Лесі Українки з 1999 року — керівник оркестрової групи Народного ансамблю пісні і танцю «Розмай»[1] факультету культури і мистецтв Волинського національного університету імені Лесі Українки;
- З 1999 по 2020 рр. учасник Заслуженого народного ансамблю пісні і танцю України «Колос»; З 2005 року за сумісництвом — художній керівник народного оркестру народних інструментів «Волинянка» КЗ Палацу культури міста Луцька;
- З 2005 року художній керівник народного оркестру народних інструментів «Волинянка»;
- Неодноразово з концертними виступами на фестивалях та імпрезах представляв державу в багатьох країнах, таких як: Німеччина, Польща, Шотландія, Іспанія, Словенія, Франція. Китай, Португалія, Чехія, Англії, Швейцарія, Італія, Хорватія.
- Стажувався в Інституті музики Поморської академії міста Слупськ (Польща) в 2016 році та у Венеціанському університеті Ка' Фоскарі (2021).

## Грантова діяльність
- 2021 рік — координатор грантової програми «Культура. Туризм. Регіони» Українського культурного фонду;
- 2019 рік — координатор грантової програми «Інноваційний культурний продукт» Українського культурного фонду.

## Наукова та творча діяльність
- В. Охманюк — автор збірника українських народних пісень «Пісні Шевченкового краю», 2-х навчально-методичних посібників, понад 31 публікації, які надруковані у провідних фахових національних та закордонних виданнях.
- Головний редактор фахового наукового видання України «Fine Art and Culture Studies»
- В. Охманюк є членом редакційної колегії наукового збірника «Актуальні проблеми розвитку українського мистецтва: культурологічний, мистецтвознавчий, педагогічний аспекти».
- З 2019 року член Галузевої експертної ради Національного агентства із забезпечення якості вищої освіти у галузі знань 02 «Культура і мистецтво».
- Організатор та учасник у спільних польсько-українській музичних та наукових проектів зі студентами і викладачами Факультету культури і мистецтв ВНУ ім. Лесі Українки та студентами і викладачами Інституту музики Поморської академії в містах Луцьк (Україна) та Слупськ (Польща).
- Керівник спільних україно-німецьких культурно-мистецьких проектів в рамках міжнародної співпраці Волинського національного університету імені Лесі Українки зі спілкою «Мости в Україну» (Німеччина, 2015, 2016 рр.);
- Член оргкомітету Міжнародного конкурсу баяністів-акордеоністів «InterSvitiaz accomuzic[2]»;
- Член журі Міжнародного конкурсу мистецтв «Закарпатський едельвейс» м. Ужгород; міжнародного дитячого конкурсу мистецтв «Балтійські зорі».

## Нагороди
- 2020 рік — почесне звання «Заслужений діяч мистецтв України»;
- 2020 рік — срібний нагрудний знак ВНУ імені Лесі Українки;
- 2019 рік — почесна грамота Міністерства культури України;
- 2019 рік — подяка Луцького міського голови;
- 2019 рік — грамота Ректора СНУ імені Лесі Українки;
- 2018 рік — подяка Луцького міського голови;
- 2018 рік — грамота Ректора СНУ імені Лесі Українки;
- 2018 рік — почесна грамота Ректора СНУ імені Лесі Українки;
- 2015 рік — грамота Ректора СНУ імені Лесі Українки;
- 2015 рік — бронзовий нагрудний знак СНУ імені Лесі Українки;
- 2014 рік — подяка Голови Волинської обласної ради;
- 2012 рік — подяки Ректора ВНУ імені Лесі Українки;
- 2009 рік — медаль Православної церкви України;
- 2007 рік — подяка Управління культури Волинської обласної адміністрації;
- 2007 рік — подяка Луцького міського голови;
- 2004 рік — диплом лауреата III премії III Міжнародного фестивалю-конкурсу Слов'янської музики;
- 2000 рік — диплом лауреата II премії VI Всеукраїнського конкурсу баяністів-акордеоністів.

## Членство в офіційних наукових товариствах
- Член Національної Всеукраїнської музичної спілки (2019);
- Член «Асоціації діячів естрадного мистецтва України» (2019).

## Публікації
- Етномузичні традиції Черкаської Звенигородщини: XX століття-стан дослідження, перспективи[3];
- Етнокультурний код балад черкаської Звенигородщини (за матеріалами експедицій О. Ошуркевича[4]);
- Пісенна семантика Черкаської Звенигородщини у творчості Тараса Шевченка[5];
- Календарно-обрядові пісні Звенигородщини у фоноколекції Олексія Ошуркевича[6];
- Становлення київської академічної баянної школи: 50–80-ті роки XX століття[7];
- Основні засади методології сучасних етномузикознавчих досліджень (теорія пісенної парадигми і модусу мислення середовища С. Грици та ритмоструктурний метод М. Хая)[8];
- Українські народні пісні Черкаської Звенигородщини у творчості Тараса Шевченка[9].